# HD 23670
HD 23670，又名CD-48 1069，SAO 216469、HR 1167，是一颗恒星，视星等为6.49，位于銀經256.76，銀緯-50.51，其B1900.0坐标为赤經3h 41m 46.7s，赤緯-48° -50.51′ 19″。